# Daphoenositta
Famille
Genre
Daphoenositta est un genre constitué de trois espèces de passereaux appelés néosittes (ou improprement « sittelles d'Australie » et « grimpereaux de Papouasie »). C'est le seul genre de la famille des Neosittidae (ou néosittidés).

## Liste des espèces
D'après la classification de référence (version 5.2, 2015) du Congrès ornithologique international (ordre phylogénique) :
- Daphoenositta chrysoptera – Néositte variée
- Daphoenositta papuensis – Néositte papoue
- Daphoenositta miranda – Néositte noire